# Qiao Hong
Qiao Hong (n. 21 noiembrie 1968, Wuhan, Republica Populară Chineză) este o jucătoare de tenis de masă ce a reprezentat Republica Populară Chineză, medaliată olimpică. A participat la 2 ediții ale Jocurilor Olimpice (1992, 1996) în care a câștigat două medalii de aur, o medalie de argint și o medalie de bronz.